# Construcciones Aeronáuticas

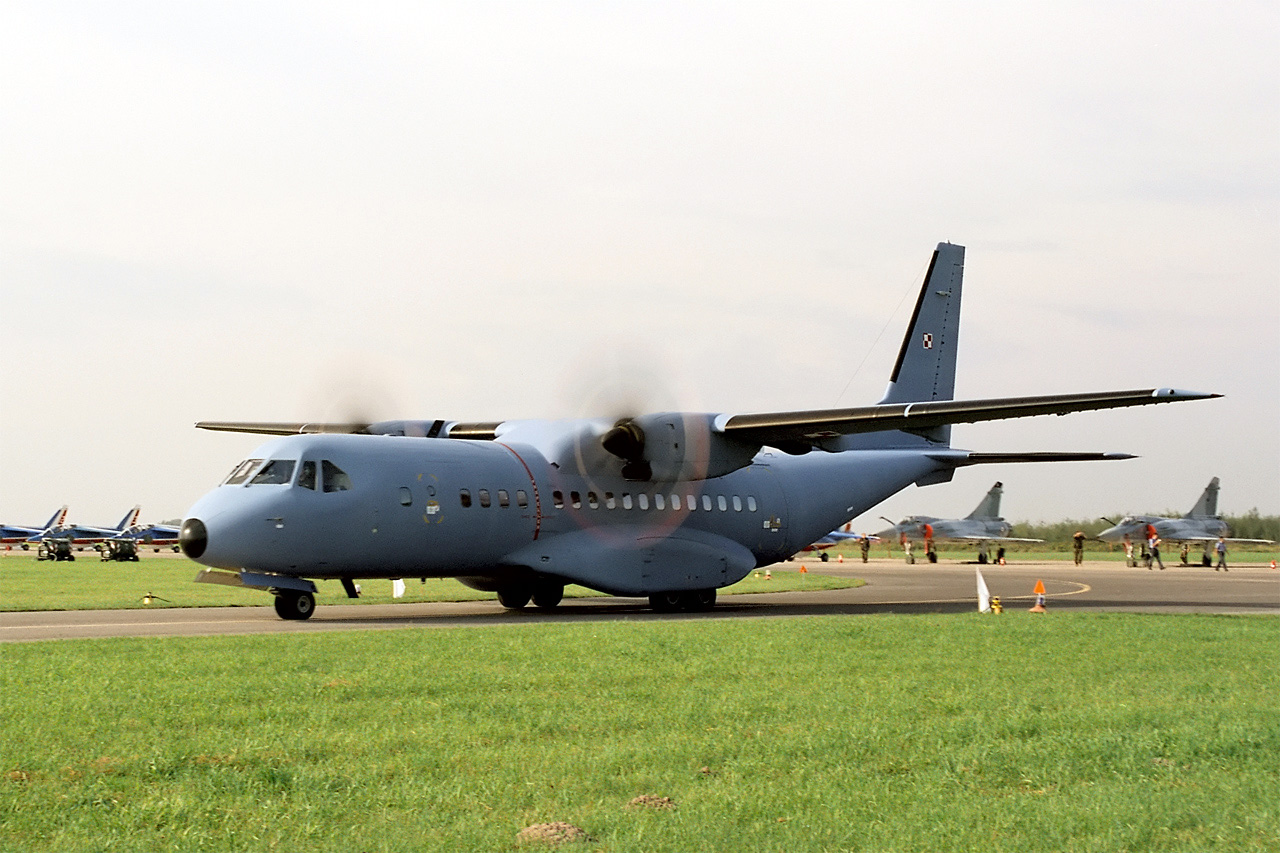
CASA C-295 w barwach Sił Powietrznych RP

Construcciones Aeronáuticas S.A. (CASA) – hiszpańska wytwórnia lotnicza założona w 1923 roku. Od 2000 roku funkcjonuje jako hiszpański oddział międzynarodowego koncernu Airbus Group.

## Historia
Spółka została założona w roku 1923 w Sewilli przez Joségo Ortiza de Echagüe w celu produkcji samolotów dla Hiszpańskich Sił Powietrznych. Pierwszym samolotem był licencyjny Breguet 19. Do początku lat 70. XX wieku produkcja opierała się w zasadzie tylko na konstrukcjach licencyjnych. Były to między innymi samoloty Northrop F-5 Freedom Fighter czy śmigłowce Bölkow Bo 105. Poza działalnością produkcyjną CASA odpowiedzialna była za serwis i naprawy sprzętu należącego do sił powietrznych, między innymi samolotów McDonnell Douglas F-4 Phantom II, śmigłowców Bell 47, Bell UH-1 Huey czy Sikorsky H-19 Chickasaw. W 1972 roku CASA połączyła się z zakładami Hispano Aviación SA, a rok później – z Empresa Nacional de Motores de Aviación SA, będącymi od tej pory oddziałem silnikowym CASA.

## Organizacja
Hiszpańska sekcja Airbus zajmująca się produkcją samolotów pasażerskich zatrudnia 3400 pracowników. Główne zakłady produkcyjne znajdują się w Getafe (przedmieścia Madrytu) – projektowanie, inżynieria i produkcja komponentów dla wszystkich samolotów Airbus oraz Illescas (pomiędzy Toledo a Madrytem) i Puerto Real (przedmieścia Kadyksu).
Hiszpańska sekcja Airbus Helicopters zatrudnia ponad 500 osób w Albacete (region Kastylia-La Mancha) i Getafe (Madryt). Tutaj odbywa się m.in. montaż śmigłowca szturmowego Eurocopter Tiger, Eurocopter EC135, śmigłowca wielozadaniowego NHI NH90.
Hiszpańska sekcja Airbus Defence and Space zatrudnia ok. 7700 pracowników rozmieszczonych w pięciu głównych zakładach produkcyjnych. San Pablo i Tablada, znajdujące się na przedmieściach Sewilli, służą jako główne centrum transportu wojskowego Airbusa. Sewilla jest także siedzibą Międzynarodowego Centrum Szkoleniowego i Centrum Dostaw wojskowych Airbusa. W Getafe (Madryt) systemy tankowania i awioniki wojskowe są instalowane na odrzutowcach A330 Airbusa, zajmuje się tu również produkcją części i montażu dla Eurofighter. W Barajas i Tres Cantos, również na przedmieściach Madrytu wykonuje projekty dla większości europejskich programów kosmicznych, takich jak Ariane 5 i innych.

## Samoloty CASA

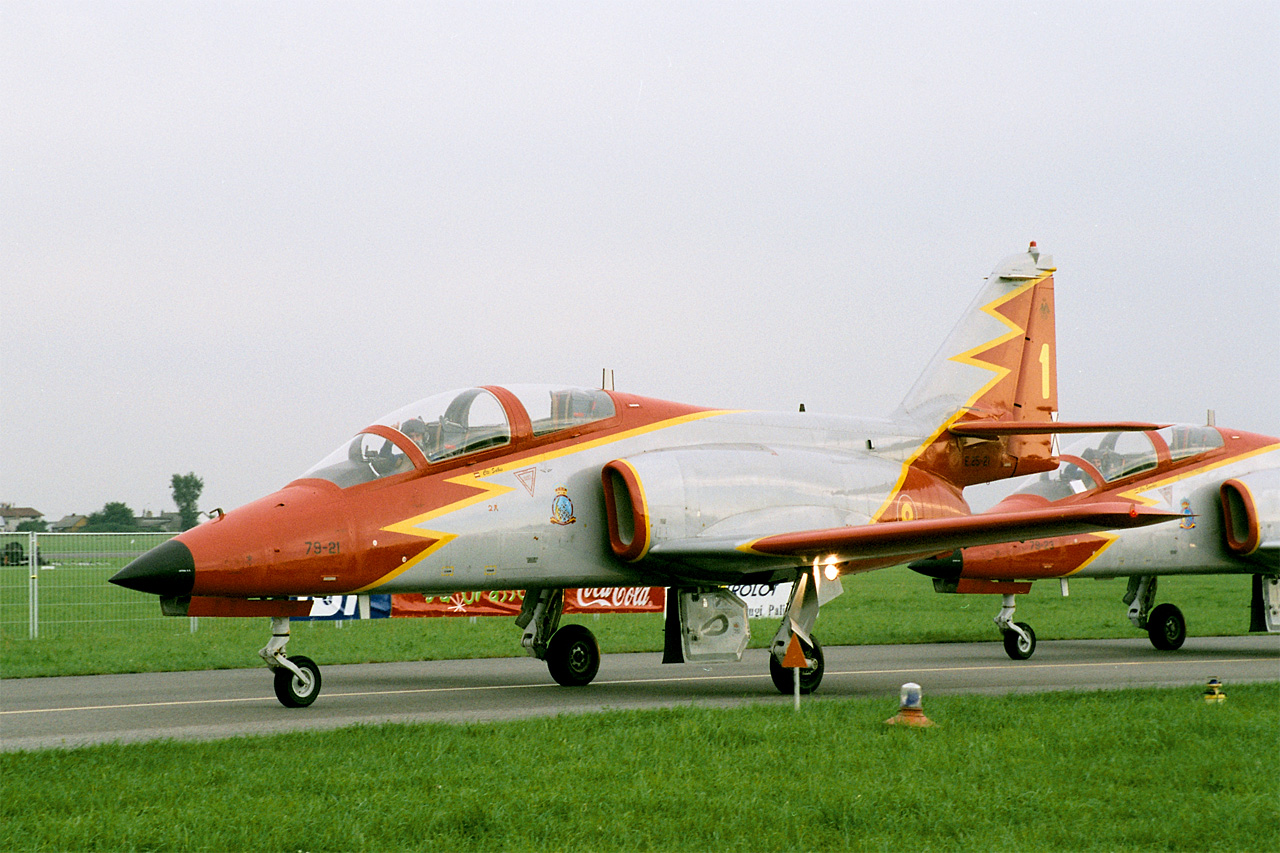
Casa C-101 Aviojet

### Samoloty historyczne własne
- CASA III (lata 20. XX wieku)
- CASA C-101, samolot odrzutowy szkoleniowy (lata 70. i 80. XX wieku)
- CASA C-201, samolot transportowy (lata 50. XX wieku)
- CASA C-202, samolot transportowy (lata 50. XX wieku)
- CASA C-207, samolot transportowy (lata 50. XX wieku)

### Samoloty historyczne produkowane na licencji

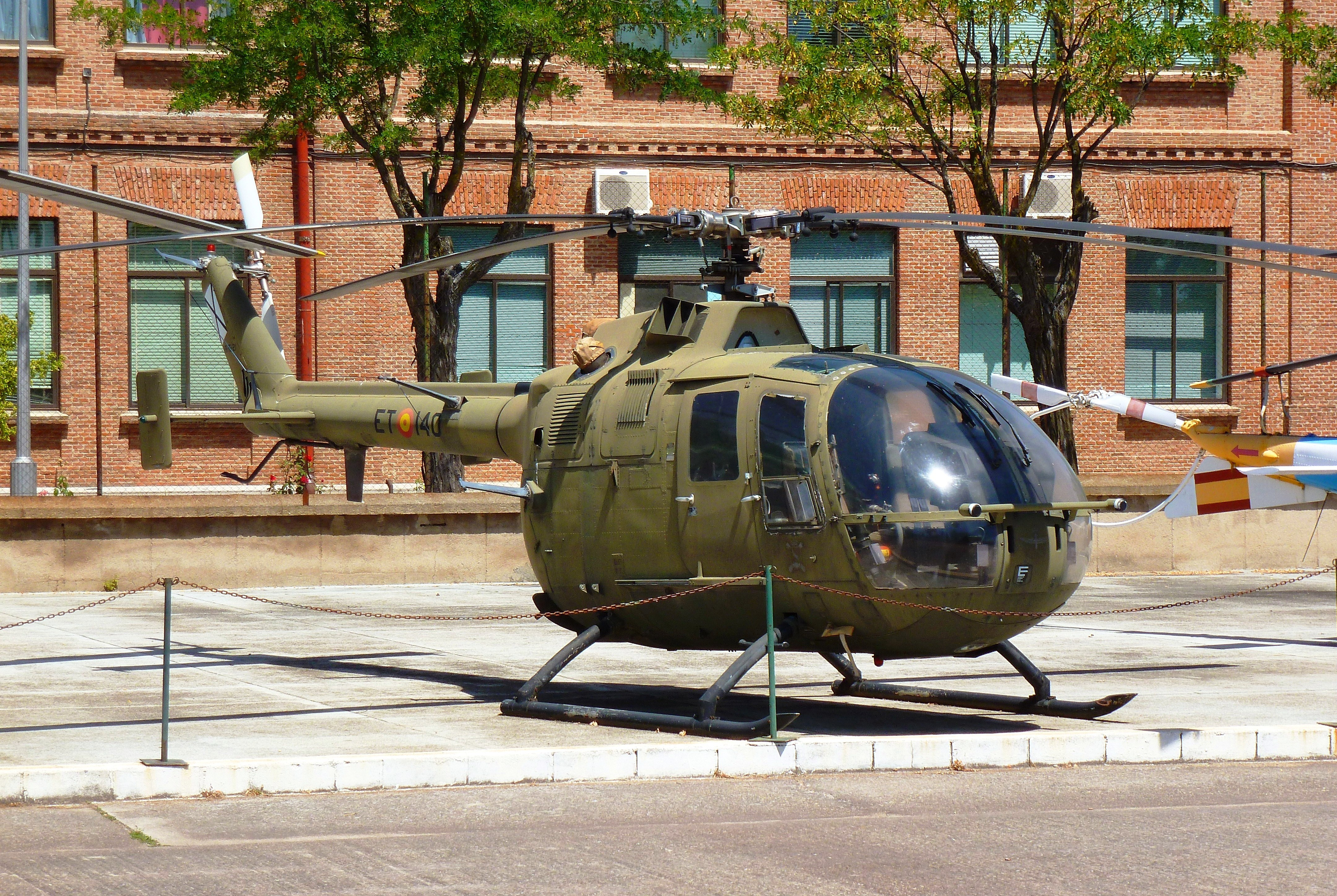
Śmigłowiec Bo 105

- Bücker Bü 131 jako CASA C-131, samolot szkoleniowy
- Bücker Bü 133 jako CASA C-133, samolot szkoleniowy
- Breguet 19, lekki bombowiec (lata 20. XX wieku)
- Dornier Do J, wodnosamolot (lata 30. XX wieku)
- Dornier Do 27 jako CASA C-127 (lata 50. i 60. XX wieku)
- Gotha Go 145, samolot szkoleniowy (lata 30. i 40. XX wieku)
- Heinkel He 111 jako CASA 2.111, średni bombowiec (lata 40. XX wieku)
- I-15, samolot myśliwski (lata 30. XX wieku)
- I-16, samolot myśliwski (lata 30. XX wieku)
- Junkers Ju 52 jako CASA 352, samolot transportowy (1945–1952)
- MBB 223 Flamingo jako CASA C-223, samolot szkoleniowy (lata 70. XX wieku)
- Vickers Vildebeest, lekki bombowiec, torpedowiec (lata 30. XX wieku)
- Northrop F-5 Freedom Fighter, myśliwiec odrzutowy (przełom lat 60/70. XX wieku)
- Bölkow Bo 105 jako CASA BO-105/ATH, śmigłowiec

### Współczesne samoloty transportowe
| CASA C-212 | CASA CN-235 | CASA C-295                                                                                                  |
| - długość: 16,2 m - ładunek: 4300 kg - zasięg: 1424 km - V max: 385 km/h - silnik: 2x G-AiR TPE-331-10, 912 KM każdy | - długość: 21,4 m - ładunek: 5950 kg - zasięg: 4720 km - V max: 450 km/h - silnik: 2x GE CT7-9C3, 1750 KM każdy | - długość: 24,5 m - ładunek: 9250 kg - zasięg: 5630 km - V max: 480 km/h - silnik: 2x PW127G, 2645 KM każdy |

### W ramach Airbus
W fabrykach CASA jako część koncernu Airbus produkuje się w kooperacji szereg samolotów i śmigłowców np.
- Eurofighter Typhoon, myśliwiec wielozadaniowy
- Airbus A330 MRTT, samolot-cysterna, samolot transportowy
- Airbus A350, samolot pasażerski
- Airbus A380, samolot pasażerski
- Airbus A400M, ciężki samolot transportowy
- Eurocopter Tiger, śmigłowiec szturmowy
- Eurocopter EC135, śmigłowiec wielozadaniowy